# Dhammayazika-Pagode

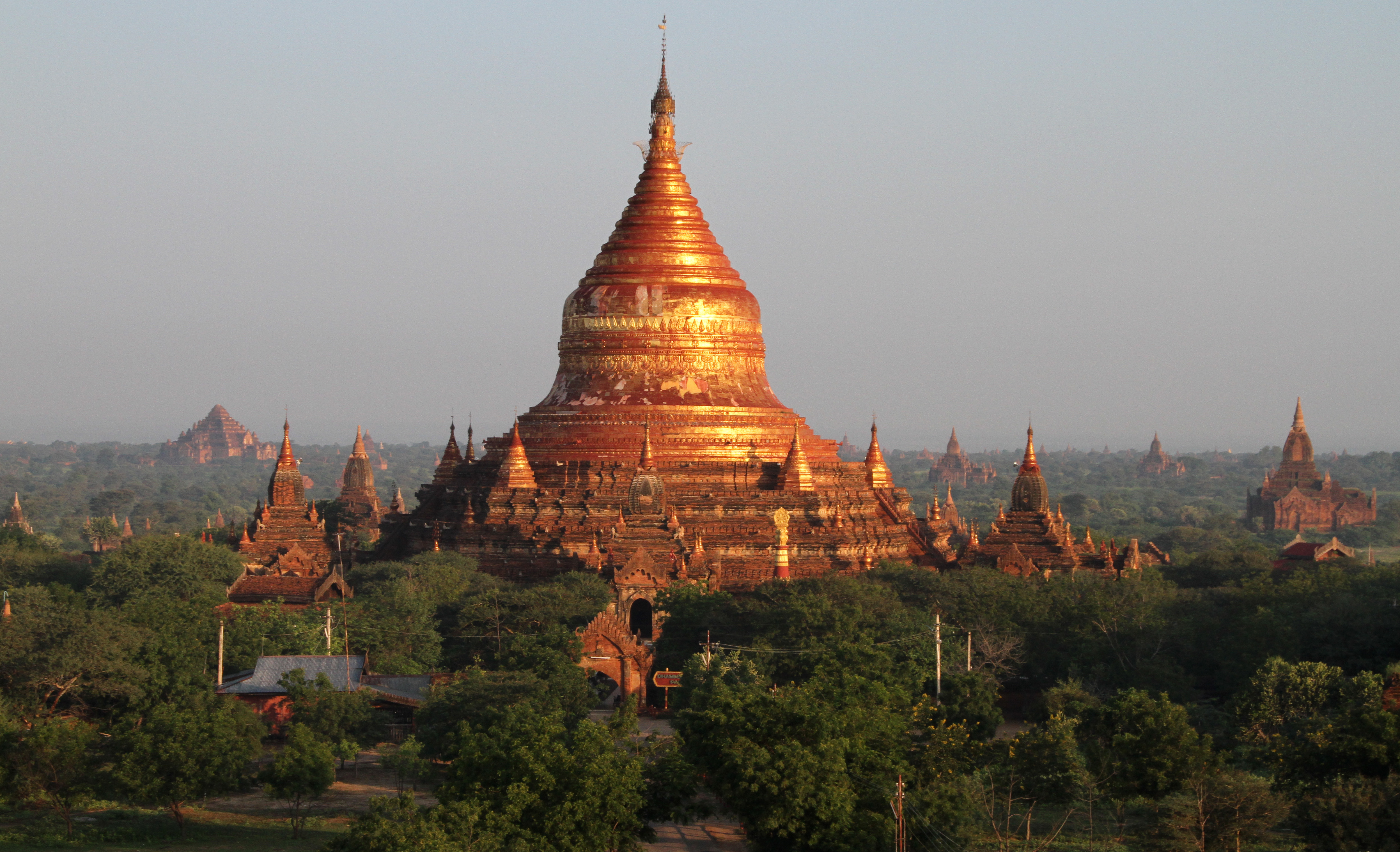

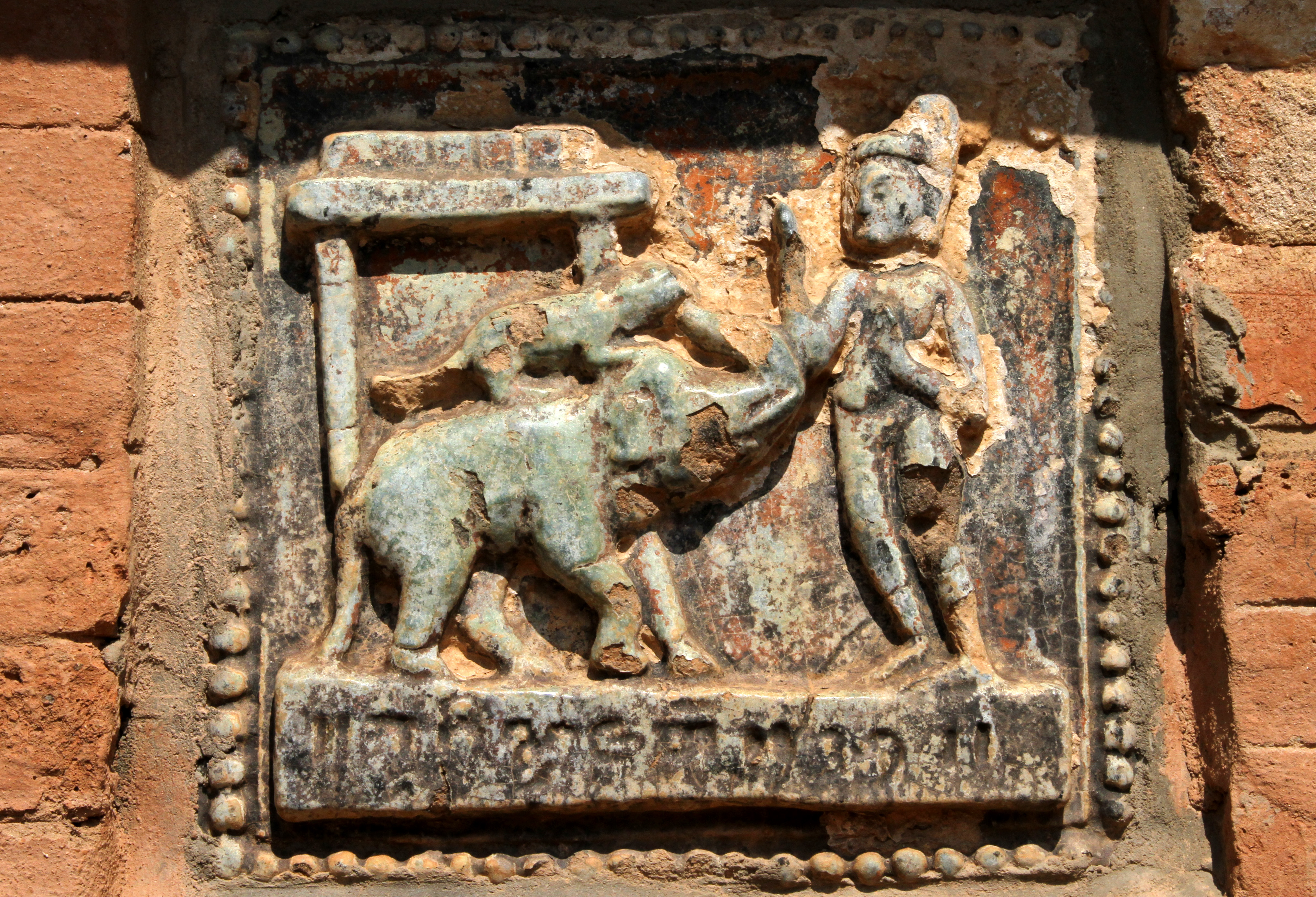
Jataka-Terrakotta

Die Dhammayazika-Pagode (burmesisch ဓမ္မရာဇိကဘုရား, sprich: dəma̰jàzḭka̰ pʰəjá) ist ein buddhistischer Stupa in Bagan, Myanmar.

## Geschichte
Die Pagode wurde in den Jahren 1196 bis 1198 unter König Narapatisithu aus Backsteinen erbaut.

## Beschreibung
Die Pagode ruht auf einem rechteckigen Sockel; vor der Mitte der Rechteckseiten und an den Ecken steht jeweils eine kleinere Pagode. Auf allen vier Seiten führen Treppen über drei Terrassen hinauf zum Hauptstupa. Auf den Ecken der Terrassen stehen Miniaturstupas.

Der Hauptstupa zeigt die klassischen Formelemente des oberburmesischen Typs: auf der Basis sitzt zunächst die Glocke, deren Oberteil der umgedrehten Almosenschale der Mönche entspricht, sodann der Turban, eine ungerade Anzahl sich nach oben verjüngender Gesimse; darauf folgen der nach unten und der nach oben gerichtete Lotoskranz, schließlich die Bananenknospe und als Krönung der Schirm, Hti genannt, mit der Wetterfahne und der Diamantknospe.

Bemerkenswert sind die unglasierten Terracotta-Tafeln mit Szenen aus den Jatakas, einer Sammlung von Legenden aus dem Leben Buddhas.